# Per amore, solo per amore
Pour plus de détails, voir Fiche technique et Distribution.
Per amore, solo per amore est un film italien réalisé par Giovanni Veronesi, sorti en 1993.

## Fiche technique
- Titre : Per amore, solo per amore
- Réalisation : Giovanni Veronesi
- Scénario : Giovanni Veronesi et Ugo Chiti d'après le roman de Pasquale Festa Campanile
- Photographie : Giuseppe Ruzzolini
- Montage : Nino Baragli
- Musique : Nicola Piovani
- Pays de production : Italie
- Genre : comédie dramatique
- Date de sortie : 1993

## Distribution
- Diego Abatantuono : Joseph
- Penélope Cruz : Marie
- Alessandro Haber : Socrates
- Stefania Sandrelli : Dorotea
- Renato De Carmine
- Ugo Conti